# Sergentomyia caliginosa
Sergentomyia caliginosa är en tvåvingeart som beskrevs av Davidson 1987. Sergentomyia caliginosa ingår i släktet Sergentomyia och familjen fjärilsmyggor.
Artens utbredningsområde är Zambia. Inga underarter finns listade i Catalogue of Life.